# Easy Poker
Easy Poker oder Let It Ride ist eine Pokervariante, die in Spielbanken angeboten wird. Bei dieser Spielart spielen die Teilnehmer nicht gegeneinander, sondern es wettet jeder Teilnehmer für sich gegen das Casino – im Prinzip handelt es sich daher um ein Zwei-Personen-Spiel.
Die Redewendung Let it ride bedeutet allgemein im Amerikanischen, dass ein Spieler nach einem gewonnenen Spiel seinen Einsatz mitsamt dem Gewinn stehen lässt, er also  Paroli bietet. Die Bezeichnung Let It Ride für diese spezielle Poker-Variante ist geschützt, weshalb das Spiel von den meisten Casinos unter anderen Namen angeboten wird. 

## Das Spiel
Die nachstehende Beschreibung folgt dem Reglement der Casinos Austria.

### Die Regeln
Easy Poker wird mit einem Paket französischer Spielkarten zu 52 Blatt an einem etwa halbkreisförmigen Tisch gespielt ähnlich dem Black Jack. An der geraden Seite sitzt der Croupier (Dealer, Bankhalter), ihm gegenüber befinden sich die Plätze für bis zu sieben Spieler (Pointeure). 
Vor Beginn eines Spieles platziert jeder Spieler entsprechend den jeweiligen Limits drei gleich hohe Einsätze auf die gekennzeichneten Felder (Setzringe).
Sodann mischt der Croupier die Karten, lässt abheben und teilt jedem Spieler drei Karten verdeckt zu.
Zusätzlich zu diesen drei Karten werden im Laufe des Spieles noch zwei weitere sogenannte Common Cards in die beiden dafür vorgesehenen Felder gelegt. Die Common Cards werden von allen Spielern als vierte und fünfte Karte ihrer Pokerhand verwendet (vgl. Texas Hold’em und Omaha Hold’em).
Nach Erhalt der ersten drei Karten prüft jeder Spieler sein Blatt – die Spieler dürfen einander ihre Karten nicht zeigen – und entscheidet, ob er seinen Einsatz auf dem Setzring Nummer Eins zurückziehen oder stehenlassen (let it ride) soll.
Nun deckt der Croupier die erste Common Card auf, und die Spieler entscheiden in analoger Manier in Bezug auf ihre Einsätze auf dem Setzring Nummer Zwei.
Sobald sich alle Spieler erklärt haben, deckt der Croupier die zweite Common Card auf; die Spieler legen ihre Karten offen auf den Tisch, und es erfolgt die Auszahlung gemäß folgender Tabelle:
| Kombination     | Auszahlung |
| --------------- | ---------- |
| Royal Flush     | 1.000 : 1  |
| Straight Flush  | 200 : 1    |
| Four of a kind  | 50 : 1     |
| Full house      | 11 : 1     |
| Flush           | 8 : 1      |
| Straight        | 5 : 1      |
| Three of a kind | 3 : 1      |
| Two pairs       | 2 : 1      |
| Tens or better  | 1 : 1      |

Das Minimum beträgt üblicherweise dreimal 5 €, das Maximum dreimal  100 €, der maximale Auszahlungsbetrag ist mit  15.000 € begrenzt.

### Strategie
Spielt man als Pointeur nach der folgenden Strategie, so minimiert man den Vorteil der Spielbank.
Nachdem man die ersten drei Karten erhalten hat, soll man den Einsatz auf dem Setzring Nummer Eins nur dann stehen lassen, wenn man eine der folgenden Kombinationen hält:
- eine Gewinnkombination, d. h. ein hohes Paar (Zehn oder höher) bzw. beliebige drei Gleiche,
- beliebige drei Karten, die zu einem Royal flush ergänzt werden können,
- drei aufeinanderfolgende Karten einer  Farbe, ausgenommen A–2–3 und 2–3–4,
- drei Karten im Abstand von vier Werten, die sich zu einem Straight flush ergänzen lassen, vorausgesetzt es befindet sich darunter zumindest eine hohe Karte (Zehn oder höher), z. B. 10–8–7 in einer Farbe,
- drei Karten im Abstand von fünf Werten, die sich zu einem Straight flush ergänzen lassen, vorausgesetzt es befinden sich darunter zumindest zwei hohe Karten (Zehn oder höher), z. B. B–10–7 in einer Farbe.

Nachdem der Croupier die erste Common Card aufgeschlagen hat, soll man den Einsatz auf dem Setzring Nummer Zwei nur dann stehen lassen, wenn man eine der folgenden Kombinationen hält:
- eine Gewinnkombination, d. h. ein hohes Paar (Zehn oder höher), beliebige zwei Paare oder drei Gleiche,
- beliebige vier Karten, die sich zu einem Royal flush ergänzen lassen,
- beliebige vier Karten, die sich zu einem Straight flush ergänzen lassen,
- beliebige vier Karten, die sich zu einem Flush ergänzen lassen,
- beliebige vier Karten, die sich nach zwei Seiten zu einem Straight ergänzen lassen, wenn sich darunter eine hohe Karte befindet, wie z. B. 10–9–8–7

Hält man eine der beiden folgenden Kombinationen, so kann man nach Belieben den Einsatz stehenlassen oder zurückziehen, in Bezug auf den Erwartungswert sind beide Spielweisen gleichwertig:
- beliebige vier Karten, die sich nach zwei Seiten zu einem Straight ergänzen lassen, wenn sich darunter keine hohe Karte befindet, wie z. B. 9–8–7–6
- beliebige vier Karten, die sich zu einem Straight A–K–D–B–10 ergänzen lassen wie z. B. A–D–B–10.

### Bankvorteil
Platziert der Spieler vor Beginn drei Einsätze zu € 10 und hält er sich an die obigen Anweisungen, so verringert er im Mittel seinen Einsatz von anfänglich € 30 auf € 12,38 und gewärtigt einen erwarteten Verlust 35,1 Cent. Der Bankvorteil (Erwartungswert der Spielbank pro gesetztem Euro) beträgt somit 2,83 %.